# Anaplectus magnus
Anaplectus magnus är en rundmaskart. Anaplectus magnus ingår i släktet Anaplectus och familjen Plectidae. Inga underarter finns listade i Catalogue of Life.